# Breakfast at Tiffany's (novela)

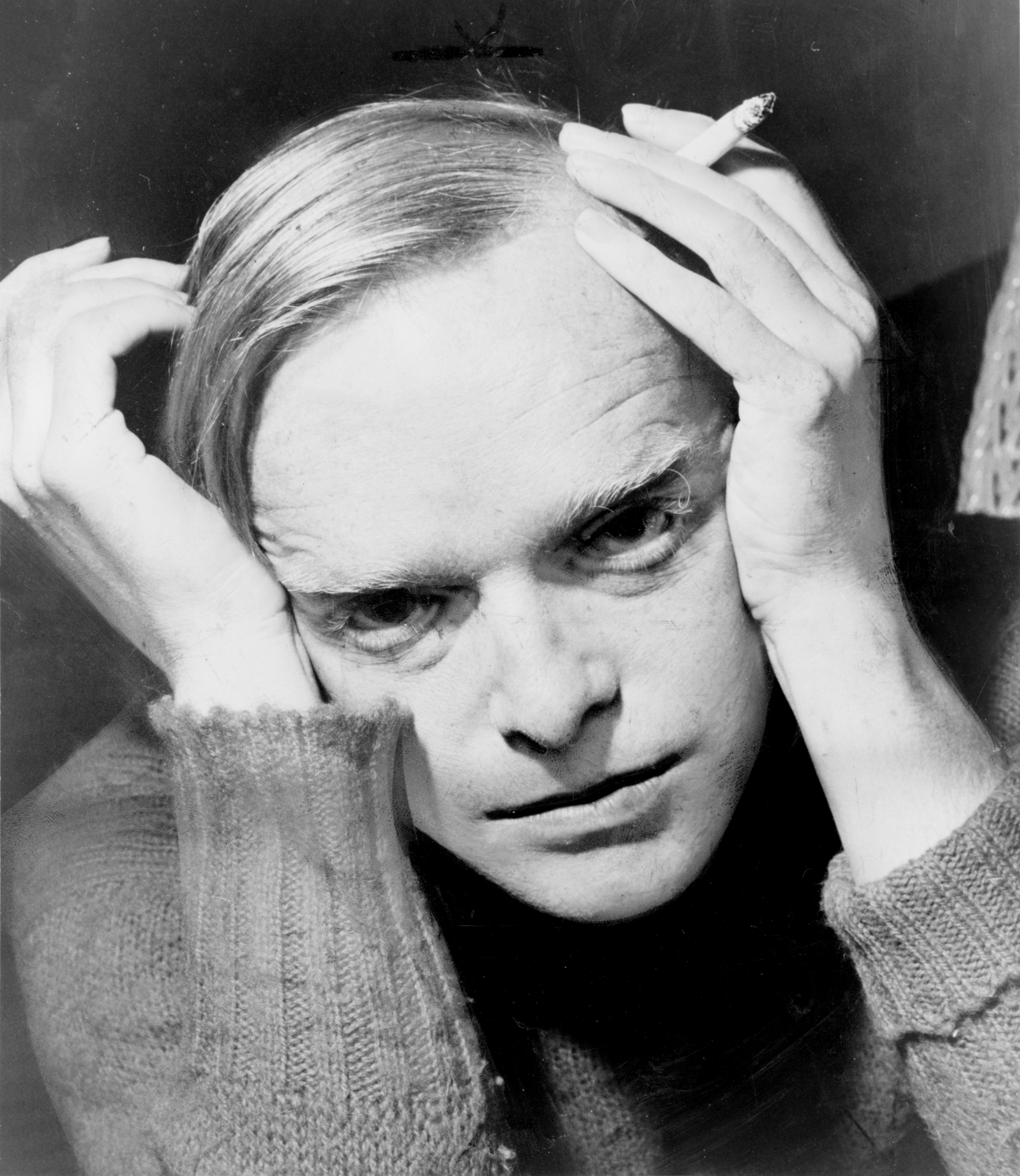
El escritor estadounidense Truman Capote, en 1959.

Desayuno en Tiffany's o Desayuno con diamantes (en inglés, Breakfast at Tiffany's) es una novela del escritor estadounidense Truman Capote publicada por la editorial Random House en 1958.

## Trama
La novela cuenta la amistad entre otoño de 1943 y otoño de 1944 entre la protagonista, Holiday ("Holly") Golightly, y un narrador anónimo que quiere ser escritor. Ambos son inquilinos de un edificio en el Upper East Side de Manhattan. 
Holly Golightly es una muchacha texana de diecinueve años que se ha introducido en la vida de la alta sociedad saliendo con hombres mayores adinerados. 
Golightly poco a poco le revela su personalidad al narrador. Al mismo tiempo se descubre su imposibilidad o falta de deseo de cambiar.

### Detalle
En otoño de 1943, el narrador anónimo entabla amistad con Holly Golightly. Los dos viven en un apartamento de piedra marrón en el Upper East Side de Manhattan. Holly (18-19 años) es una chica de campo convertida en chica de café de sociedad neoyorquina. Como tal, no tiene trabajo y vive de relacionarse con hombres ricos, que la llevan a clubes y restaurantes, y le dan dinero y regalos caros; espera casarse con uno de ellos. Según Capote, Golightly no es una prostituta, sino una "geisha norteamericana".
Al comienzo de la novela, se nos presenta a un narrador anónimo que reflexiona sobre su amistad con Holly Golightly. Otro viejo amigo, Joe Bell, se acerca al narrador porque cree que una talla de madera que ha encontrado representa a Golightly. Podemos suponer que han pasado muchos años, ya que se dice que la talla es de 1956.
El narrador recuerda la noche concreta en que conoce a Holly. Ella trepa por su ventana para escapar del hombre que la acompañaba esa noche. Ella menciona el parecido que tiene el narrador con su hermano, Fred, y le pregunta si puede llamarle así. Mientras siguen hablando, Holly se da cuenta de que es jueves y le explica al narrador que todos los jueves visita a un preso, Sally Tomato, a cambio de 100 dólares.
Nos presentan a un montón de personajes que entran y salen constantemente del apartamento de Holly. Durante esta escena, ella entabla una conversación con nuestro narrador sobre cómo Tiffany's es el único lugar que la calma cuando se siente ansiosa o abrumada. El título se atribuye a esta escena.
La amistad entre el narrador y Holly se desarrolla, pero discuten por un asunto insignificante. Sin embargo, cuando el narrador sospecha que Holly está siendo vigilada, decide que puede ser correcto romper la disputa para advertirle sobre esta persona. Se enfrenta al hombre que la ha estado vigilando. El hombre le cuenta al narrador el pasado de Holly. Le cuenta que nació como Lulamae Barnes y que él es su marido, Doc Golightly. Doc intenta convencerla de que vuelva a Texas con él, pero ella insiste en que debe quedarse en Nueva York. Se separan.
Holly se entera de que su hermano ha muerto en la guerra y entra en una espiral emocional. Finalmente, inicia una relación con un personaje llamado José Ybarra-Jaeger y planea mudarse a Brasil con él.
Finalmente, las visitas de Holly a la prisión despiertan sospechas y es arrestada después de que nuevas pruebas revelen que Sally Tomato dirigía una red de narcotraficantes. José le envía una carta explicándole que no ve un futuro con ella debido a su detención. Tras salir bajo fianza, planea marcharse a Brasil sin José. Antes de partir, suelta a su gato, al que nunca había puesto nombre. El narrador recibe una breve nota de ella, pero no sabe nada más. Sin embargo, espera que ella haya encontrado un lugar donde se sienta como en casa.

## Adaptaciones
- Breakfast at Tiffany's, película de Blake Edwards de 1961, con Audrey Hepburn.
- Holly Golightly, comedia musical, montada en Boston en 1966.
- Holly Golightly, piloto para un proyecto de sitcom en 1969.
- Breakfast at Tiffany's, comedia musical en Broadway en 2013, con Emilia Clarke.